# Motor Renault H
El motor Renault H o Type-H es un motor del fabricante Renault diseñado para sustituir las versiones atmosféricas del Motor K Renault y las versiones de baja potencia del Motor D Renault mediante el empleo de motores de baja cilindrada y turbocompresor. Todos cuentan con catalizador.

## Versiones de 3 cilindros

### H4Bt
El H4Bt tiene una cilindrada de 899 cm³, con un diámetro de 70,5 mm (2,78 pulgadas) y una carrera de 76,8 mm (3,02 pulgadas). Todos cuentan con una relación de compresión de 9.5:1, inyección indirecta y turbo con intercooler.
| Código interno   | Potencia máxima                         | Par motor             | Normativa de anticontaminación | Usos |
| ---------------- | --------------------------------------- | --------------------- | ------------------------------ | --- |
| H4Bt 400/408/410 | 90-105 CV (66-77 kilovatios) @ 5250 rpm | 135-165 Nm @ 2500 rpm | Euro 5, Euro 6                 | Renault Clio IV GT Renault Captur Renault Twingo III Dacia Sandero II Dacia Logan II Nissan Micra V Smart Fortwo |
| H4Bt 401         | 109 CV (80 kilovatios) @ 5750 rpm       | 170 Nm @ 2000 rpm     | Euro 5, Euro 6                 | Smart Fortwo Brabus Smart Forfour Brabus Renault Twingo III GT                                                   |
|                  | 125 CV (92 kilovatios) @ 5250 rpm       | 200 Nm @ 2000 rpm     | Euro 6                         | Smart Fortwo Brabus Ultimate 125                                                                                 |

## Versiones de 4 cilindros

### H5Ft
El H5Ft tiene una cilindrada de 1197 cm³, con un diámetro de 73,2 mm (2,88 pulgadas) y una carrera de 72 mm (2,83 pulgadas). Todos cuenta con alimentación vía inyección directa y turbo con intercooler.
| Código interno | Relación de compresión | Potencia máxima                   | Par motor         | Normativa de anticontaminación | Usos |
| -------------- | ---------------------- | --------------------------------- | ----------------- | ------------------------------ | --- |
|                | 10.0:1                 | 100 CV (74 kilovatios) @ 4500 rpm | 175 Nm @ 1500 rpm | Euro 6                         | Renault Megane IV |
|                | 10.0:1                 | 115 CV (85 kilovatios) @ 4500 rpm | 190 Nm @ 2000 rpm | Euro 5, Euro 6                 | Renault Megane III Renault Scenic III Renault Scenic IV Renault Clio IV GT Renault Captur Renault Kangoo II Dacia Dokker Dacia Lodgy Nissan Pulsar Nissan Qashqai II |
| H5Ft 403       | 9.5:1                  | 120 CV (88 kilovatios) @ 4900 rpm | 190 Nm @ 2000 rpm | Euro 5, Euro 6                 | Renault Clio IV GT Renault Captur |
|                | 10.0:1                 | 130 CV (96 kilovatios) @ 5500 rpm | 205 Nm @ 2000 rpm | Euro 5, Euro 6                 | Renault Megane III Renault Megane IV Renault Scenic III Renault Scenic IV Renault Kadjar                                                                             |

### H4Jt
El H4Jt tiene una cilindrada de 1397 cm³, con un diámetro de 78 mm (3,07 pulgadas) y una carrera de 73,1 mm (2,88 pulgadas). Cuenta con una relación de compresión de 9.2:1, alimentación vía inyección indirecta, turbo con intercooler, potencia máxima de 130 CV (96 kilovatios) @ 5500 rpm y 190 Nm @ 2250 rpm de par motor máximo. Su normativa de anticontaminación es Euro 5.
Usos:
- Renault Mégane III
- Renault Scénic III

### H5Ht
El H5Ht tiene una cilindrada de 1330 cm³, con un diámetro de 72,2 mm (2,84 pulgadas) y una carrera de 73,2 mm (2,88 pulgadas). Cuenta con alimentación vía inyección directa y turbo con intercooler. Su normativa de anticontaminación es Euro 6.
| Relación de compresión | Potencia máxima                    | Par motor         | Usos              |
| ---------------------- | ---------------------------------- | ----------------- | ----------------- |
| 10.1:1                 | 115 CV (85 kilovatios) @ 4500 rpm  | 190 Nm @ 2000 rpm | Renault Scenic IV |
| 10.5:1                 | 140 CV (103 kilovatios) @ 5000 rpm | 240 Nm @ 1600 rpm | Renault Scenic IV |
| 10.5:1                 | 150 CV (110 kilovatios) @ 5000 rpm | 250 Nm @ 1700 rpm | Renault Captur    |
| 10.5:1                 | 160 CV (118 kilovatios) @ 5500 rpm | 260 Nm @ 1800 rpm | Renault Scenic IV |

### H4M
El H4M tiene una cilindrada de 1598 cm³, con un diámetro de 78 mm y una carrera de . Cuenta con alimentación vía inyección indirecta.
|  | En Producción |

| Tabla de los motores H de 1.6 L | Tabla de los motores H de 1.6 L            |
| Versión                         | H4M                                        |
| ------------------------------- | ------------------------------------------ |
| Lanzamiento                     |                                            |
| Modelo                          |                                            |
| Distribución                    | DOHC 16 válvulas                           |
| Relación de compresión          | 10.7:1                                     |
| Potencia máxima                 | 82 kW (111 CV) @5500 rpm                   |
| Par motor                       | 154 N·m (16 kg·m) @4000 rpm                |
| Normativa de anticontaminación  |                                            |
| Usos                            | Logan 2 Sandero 2 Kangoo II (Dacia Dokker) |
| Código vehículo                 |                                            |